# 掛川花鳥園

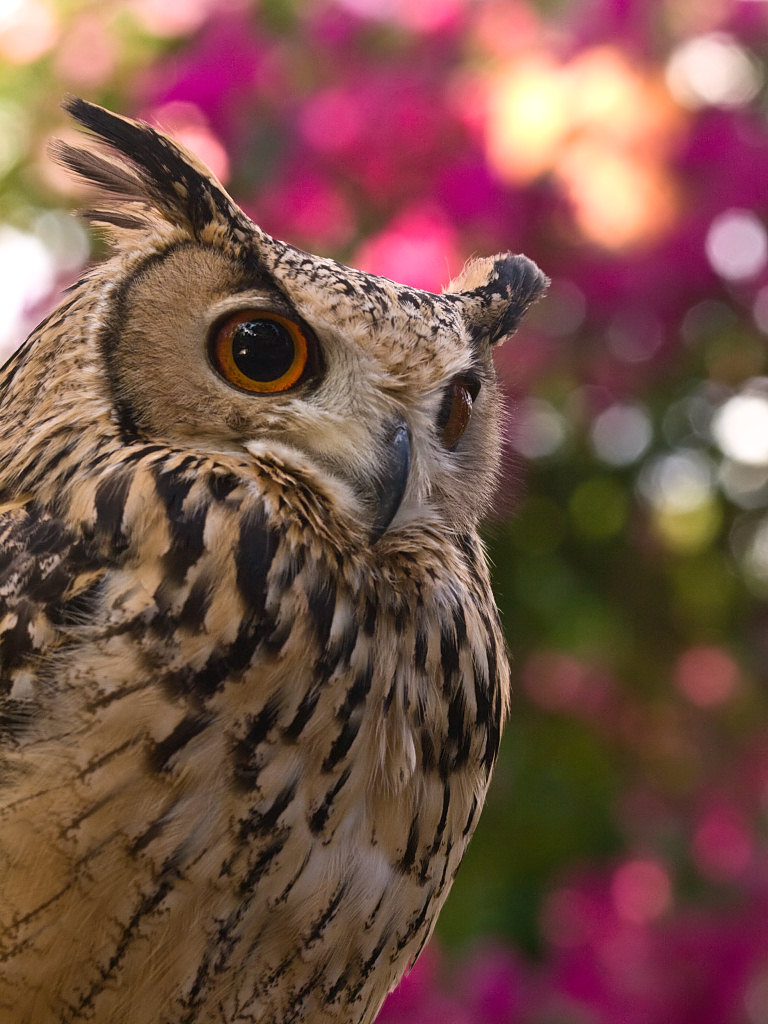
掛川花鳥園のワシミミズク

掛川花鳥園（かけがわかちょうえん）は、静岡県掛川市南西郷にあるテーマパークの一つ。「花と鳥とのふれあい」をテーマとし、2003年（平成15年）9月20日に開園した。

## 概要
花の中で鳥と遊べる全天候型テーマパーク。檻の中の鳥を見る従来型の動物園とは異なり、スイレン、オオオニバスやブルグマンシアなどが配された大温室で放し飼いにされている鳥たちとじかに触れあうことができる。
バードショー（観覧無料）も毎日開催されており、様々な鳥の餌付け体験（有料）、フクロウの腕乗せ（有料）やペンギンの膝乗せ（有料）の体験もイベントとして行なっている。
飼育されている鳥類は、アフリカオオコノハズク、オウゴンキンケイ、ハシビロコウ、オニオオハシ、エミュー、イワシャコ、クロツラヘラサギなどである。
『ザ・ベストハウス123』で有名になったアフリカオオコノハズクのポポちゃんがいる。「ポポ」はオープン直後から人気者となった（引退して園内で生活）。また、2016年に来園したハシビロコウの「ふたば」も人気で、グッズは園内限定販売だったが、2020年以降の新型コロナウイルス禍でグッズの通信販売を始めたところファンが購入して園を支えた。
園内は屋内エリアと屋外エリアで構成されている。2023年11月23日、ペンギンプールがリニューアルされて横から観察できるようになった。

## 屋内エリア

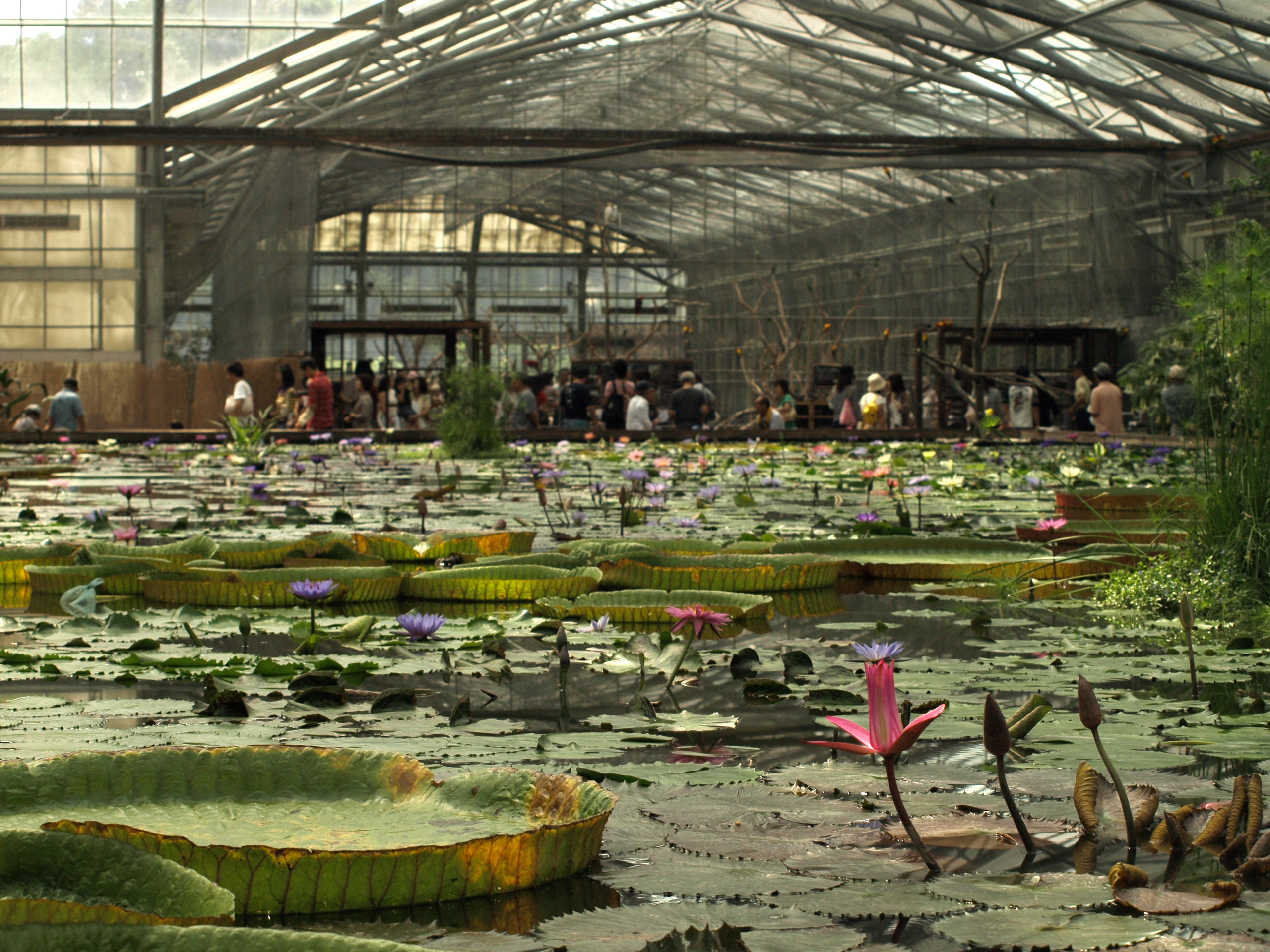
掛川花鳥園 大温室

大温室は総面積10ヘクタール、7,000平方メートルで日本国内最大規模である。スイレンの池では約100品種600株ほどの熱帯性スイレンが展示栽培されており、これも施設の規模、品種ともに日本国内最大級である。
- エントランス
- 世界のフクロウ展示
- ペンギンプール
- わくわくイベント会場
- ミヤマオウム
- インコのスイレンプール
- ふれあいフィッシュ
- エボシドリとヘラサギの広場
- ハシビロコウの森
- オオハシとトキの水辺

## 屋外エリア
- ペリカンの池
- ツルの丘
- ハクチョウの池
- 屋外バードショー会場
- わんぱく広場
- こどもの水遊び広場
- エミュー牧場
- 森のバードハウス

## アクセス・営業情報
- JR・天竜浜名湖鉄道掛川駅南口より徒歩9分
- 年中無休。
- 平日9:00 - 16:30
- 休日9:00 - 17:00[1]